# عبد القادر شنتوف
عبد القادر شنتوف (بالفرنسية : Abdelkader Chentouf) قاضي مغربي متخصص بالقضايا الإرهابية، عرف بحكمه في قضيتين مشهورتين هما : قضية الصحفي علي أنوزلا و قضية علي أعراس.